# Харлэнд и Вульф Велдерс
«Харлэнд и Вульф Велдерс» (англ. Harland & Wolff Welders FC) — североирландский футбольный клуб из города Белфаст, основанный в 1965 году. Некогда клуб был сформирован из сварщиков с находившейся рядом верфью Harland and Wolff. Клубные цвета — жёлто-чёрный, выездные — бело-морские.

## Достижения
- Второй Чемпионшип
  - Победитель: 2009/10
- Временная Промежуточная лига
  - Победитель: 2008/09
- Северная лига
  - Победитель: 1978/79
- Кубок второй лиги
  - Обладатель: 2009/10
- Кубок временной промежуточной лиги
  - Обладатель: 2008/09
- Межрегиональный кубок
  - Обладатель (2): 2002/03, 2006/07
- Кубок Кларенса
  - Обладатель: 1968/69
- Кубок Smirnoff
  - Обладатель (3): 1997/98, 2000/01, 2001/02
- Кубок Steel & Sons
  - Обладатель: 2010/11